# Протести в България (2020)
Протестите в България през 2020 г. започват на 9 юли с искания за оставките на премиера Бойко Борисов и главния прокурор Иван Гешев.
Те се противопоставят на разрастващата се мафиотизация, корупция и беззаконие в управлението на страната, както и на ограниченията на свободата на словото. Повод за протестите дават серия от събития, свързани с действия и бездействия на изпълнителната и съдебната власт. Протестиращите са основно млади хора и зад тях няма конкретна политическа партия, като са подкрепяни от повечето опозиционни партии. Макар да са критикувани, че нямат ясни искания и не могат да излъчат свое представителство, далечната цел на протестиращите е едно бъдещо управление и съдебна система, в които олигархът Делян Пеевски и почетният председател на ДПС – Ахмед Доган да нямат задкулисно решаващата роля. Според някои анализатори те двамата на практика контролират управлението на страната. Непосредствената цел на демонстрантите е оставката на кабинета и на главния прокурор, и предсрочни избори, но различните инициатори добавят и други искания. Такива са дистанционно гласуване, свикване на Велико народно събрание и реформиране на конституцията, лустрация на бившите комунисти от властта, модернизация на администрацията, премахване на мутрите като привилегирована прослойка, по-голяма свобода на словото и др. Има и искания за търсене на съдебна отговорност на виновните за положението в страната, които намират отзвук и в общественото мнение. Липсата на организация, която да представлява протестиращите на исканите от тях избори, създава опасения, че с енергията им може да бъде злоупотребено от опозиционните партии. Последвалите в хода на протестите опити на премиера и лидер на ГЕРБ Бойко Борисов да се разграничи от ДПС, което формално е в опозиция, са оценявани като „кризисен пиар“. Твърденията на главния прокурор Иван Гешев, че протестите са акция главно на платени футболни агитки, които се използват от криминални елементи и от някои партии за прокарване на политическите им цели, не се ползват с необходимото доверие. Проведени са стотици демонстрации в страната и чужбина, включително пред Министерския съвет, Народното събрание, Президентството, Съдебната палата, както и пред български посолства и консулства, пред Европейската комисия, Европейския парламент и др. Периодично са блокирани десетки кръстовища и главни улици в по-големите градове на България, както и магистрали и ГКПП-та. Въпреки пандемията от Covid-19 стотици хиляди в цялата страна се включват в протестите.

## Ход на протестите
Едно от събитията, които предизвикват силна обществена реакция е излъчената на 7 юли на живо в социалните мрежи акция на дейци на Демократична България. Представителите на политическото обединение, оглавени от Христо Иванов достигат с лодки крайбрежната плажна ивица пред резиденцията на Ахмед Доган, намираща се в непосредствена близост до бургаското пристанище Росенец. Целта им е да проверят дали действително се спазва режима на изключителна държавна собственост върху плажната ивица наоколо и дали като такава тя е достъпна за българските граждани. Там те са пресрещнати от охранители, които ги изтикват и настояват, че плажът е частна собственост, като викат и полиция, която им оказва съдействие.
В същия ден, представителите на Демократична България призовават президента и премиера да установят кои са анонимните охранители и дали това са служители на Националната служба за охрана, която към онзи момент охранява Ахмед Доган. Те също така призовават прокуратурата да започне наказателно разследване срещу Доган за нарушаване на конституцията и закона за държавната собственост. Впоследствие главният прокурор Иван Гешев заявява пред медиите безразличието си към случката на плажната ивица, където е бил поруган и националния флаг.
На следващия ден президентът в свое обръщение потвърждава, че анонимните спортно облечени мъже в действителност са служители на НСО, изпълняващи в същия момент държавна служба. Президентът заявява, че няма законовите правомощия да окаже натиск върху ръководството на НСО, тъй като тежестта на решенията е в полза на изпълнителната власт в лицето на премиера Бойко Борисов. Впоследствие той призовава ръководството на службата да свали охраната не само на Ахмед Доган, но и на Делян Пеевски.
На 9 юли, прокуратурата влизат в президентството със съдебно разпореждане, а вътре са извършени действия по претърсване и изземване. Прокурорите са охранявани от тежковъоръжени служители от Бюрото за защита към главния прокурор. Те публично арестуват две длъжностни лица от администрацията на президента. Радев смята, че чрез действията на Гешев, прокуратурата започва да се използва като инструмент за разчистване на политически сметки. По повод на тези събития Илиян Василев заявява, че прокуратурата откровено обслужва политическото статукво. Според германският експерт Кристофер Неринг от Музея на шпионажа в Берлин, подобни действия са: „непрофесионални, незаконни и скандални.“ Според психиатъра Николай Михайлов, вместо да се бори с корупцията в правителството на Борисов, за която има достатъчно данни, главният прокурор „си прави оглушки“.
Това се случва на фона на пасивността на прокуратурата спрямо изтекли в медиите серия от анонимни скандални аудио и видеозаписи и снимки, свързани данни за извършени престъпления. Според експертизи извършени в САЩ те са автентични и в тях е записан министър-председателят Борисов. Тези материали уличават премиера и в изключителен цинизъм спрямо българските и европейските институции. Името на главния прокурор присъства и в разразилия се по същото време тежък корупционен скандал „Осемте джуджета“, който уличава висши магистрати и Делян Пеевски, и поражда съмнения, че в специализираната прокуратура се осъществява системно престъпна дейност. Свидетел допуска, че Гешев също е бил в течение на тази противозаконна дейност. Въпреки че със случая е запознат лично американския посланик в страната, прокуратурата прави опит да скрие и този скандал. От друга страна, избягалият в Дубай обвиняем олигарх Васил Божков, твърди чрез социалните мрежи, че е бил подлаган на системен рекет от правителството, за да може да оперира безпроблемно бизнеса си.
Случващото се предизвиква спонтанна демонстрация пред президентството в София, откъдето започват протестите. Най-голяма част от протестиращите са студенти които учат в България и в чужбина, млади хора със собствен бизнес или свободни професии, както и млади семейства. Също така има привърженици на президента и на някои опозиционни партии. След участниците в протеста се включват и познати личности от ъндърграунда.

### Начало на протестите
Протестите започват на 9 юли 2020 г. Демонстрантите определят за своя цел сваляне на кабинета на Борисов и оставката на главния прокурор Иван Гешев. Те са подкрепяни от президента Румен Радев, който апелира към прогонване на мафията от изпълнителната власт и прокуратурата, както и към страните-членки на ЕС да изразят позиция по ситуацията в страната, прерастваща в конституционна криза. От ГЕРБ организират контрапротест в подкрепа на кабинета, за който от страната са докарани организирано протестиращи с автобуси. Контрамитингът е разположен в непосредствена близост до протестите, което създава условия за безредици. Част от протестиращите употребяват насилие срещу участници в контрамитинга, което провокира органите на реда и полицията задържа някои демонстранти. При задържането им се получават сблъсъци с полицията, при които има ранени. Двама демонстранти са приети в болница, след като са пребити от полицията и впоследствие са държани в „Пирогов“ оковани с белезници. Едно задържано момиче е влачено за косата по брутален начин и след това е унижено от полицията, като тези случаи са прикрити от властите. Самият Борисов коментира напълно неадекватно тези събития. Въпреки това премиерът и главният прокурор отказват да подадат оставки. Прокурорската колегия и членовете на правителството се обявяват против искането за оставка на главния прокурор и премиера.
На 11 юли от 11:00 започва протест, в който хора искат да плажуват около резиденцията на Ахмед Доган „Росенец“ до Крайморие. Поводът е отказът на служители на НСО да допуснат на 7 юли на местния плаж група български граждани. По същото време привърженици на ДПС правят контрапротест, за който са докарани организирано с автобуси. Поради това протестиращите срещу Доган отново не са допуснати до плажа, но този път от полицията, въпреки че имат разрешение от общинските власти за акцията си. Положението ескалира, когато някои от тях се опитват да пробият полицейския кордон и са арестувани. Други решават да протестират пред общината на Бургас. След като кметът на Бургас Димитър Николов се намесва, хората успяват да стигнат до затрупаната с бетонни отливки плажна ивица на „Росенец“, където провеждат мирен протест. При така създалата се ситуация ГЕРБ и „Обединените патриоти“ са принудени от събитията да внесат промени в Закона за НСО, според които определянето на обектите и субектите за охрана да стане отговорност само на началника на службата, който се назначава от президента, а от ГЕРБ настояват и за наказания в НСО. Като резултат на акцията е снета държавната охрана на олигарха от ДПС Делян Пеевски и на Ахмед Доган по тяхно искане, като мотивът им е недоверие в президента.
След началото на протестите започват съмнения в тяхното обективно отразяване от БНТ. Според някои анализатори генералният директор на медията е всъщност пратеник на Доган и Пеевски. На 14 юли председателят на парламентарната комисия по културата и медиите Вежди Рашидов неочаквано предлага промени в закона с цел удължаване на мандата на генералния ѝ директор Емил Кошлуков. Това предизвиква реакцията на група журналисти, писатели и творци, които призовават Кошлуков да напусне поста си. Впоследствие започват и протести с искане за неговата оставка.
На 15 юли Бойко Борисов иска оставките на трима свои министри – Владислав Горанов, Младен Маринов и Емил Караниколов, за да се опровергаят „внушенията, че ГЕРБ и въпросните министри са в пряка зависимост от ДПС и Делян Пеевски.“ Посочените министри са смятани неофициално за персонални кандидатури на Пеевски. Самите те заявяват съгласието си да подадат оставки, но на практика решението за това е отложено за след гласуването на искания от опозицията вот на недоверие в парламента.

### Втора седмица от протестите
На 17 юли в опит да тушира напрежението около почетния председател на ДПС Ахмед Доган кабинетът „Борисов“ отменя провеждането на търгове за т.нар. „студен резерв“. Това са енергийните мощности, които стоят в готовност и могат да бъдат включени при нужда, за което централите получават пари. От години ТЕЦ Варна, чийто мажоритарен собственик от септември 2018 г. е Ахмед Доган, получава десетки милиони годишно от „студения резерв“.
Поради факта, че забегналият от правосъдието Васил Божков открито подкрепя протестите, прокуратурата публикува записани със специални разузнавателни средства негови разговори с журналиста Огнян Стефанов и депутата Александър Паунов, потвърждаващи тази теза. По този повод Гешев и управляващите твърдят, че Божков е техният главен организатор и спонсор, а президентът го подкрепя. Протестиращите се разграничават от Божков, въпреки че малки ядра от провокатори се опитват да създават безредици в късните вечерни часове на протеста. По този повод верига от протестиращи защитава полицейските служители от агресията им. Божков отрича да е организатор на тези провокации и обвинява близката до властта охранителна фирма „Делта Гард“. „Медийното правосъдие на главния прокурор оставяме без коментар“, реагират от президентството.
На 19 юли преди началото на Съвета на Европа, на който присъства и премиерът Борисов на протест излизат българи живеещи в Брюксел. Протестът им е в подкрепа на демонстрациите в страната, като основните им искания са за оставка на правителството. Протести на българи има и в редица други градове на Западна Европа. Постепенно протести са организирани и в някои големи градове на САЩ, Канада и дори в Австралия и Нова Зеландия.
На 21 юли в парламента е гласуван вот на недоверие към правителството, внесен от БСП заради „провал в политиката за противодействие на корупцията“. Мнозинството от ГЕРБ и Обединени патриоти го преодоляват със 124 гласа „против“, като са подкрепени от независимите депутати и Веселин Марешки от „Воля“. Подкрепата за вота е 102 гласа, като „за“ гласуват БСП и ДПС, а има подадени и 11 гласа „въздържал се“ от партия „Воля“.

### Трета седмица от протестите
На 24 юли в НС са сменени министрите Владислав Горанов, Младен Маринов и Емил Караниколов, но това не спира протестите.
На 28 юли на сесия на общинския съвет в Бургас под натиска на общественото недоволство е взето решение за пътя в парк „Росенец“, водещ до лятната резиденция на Доган и плажа край нея. С новото решение е отменено предишно такова, взето през април, с което пътят е бил обявен за частен. След първото решение, плажът който е изключителна държавна собственост, е останал с отрязан достъп по суша. Второто решение е прието, след като протестиращи блокират централния вход на сградата на общинския съвет и настояват за отмяната на старото.
На 29 юли протестиращите в София и в други градове са повече от предходните дни. От този ден те обявяват гражданско неподчинение и започват да блокират ключови кръстовища и пътища, както в столицата, така и на различни места в страната, като част от блокадите са обявени за безсрочни. Близката до управляващите кръгове електронна медия „Блиц“, който е подозиран в Европа за връзки с Кремъл и пропагандиране на фалшиви новини, обвързва пика на протестите с рождения ден на Васил Божков, но без да сочи конкретни доказателства. Според анализатори, Божков е заинтересован от успеха на протеста и е възможно да се опитва да му окаже логистична подкрепа, но на практика нямал влияние върху протестиращите. Начело на протестите в София са адвокат Николай Хаджигенов, проф. Велислав Минеков и политическият анализатор Арман Бабикян, известни като „Отровното трио“ Известният от протестите от 2013 г. срещу Пеевски, Асен Генов, критикува блокирането на кръстовища, което пречи на хората и според него е в полза на правителството. На същото мнение е и лидерът на партия „Глас народен“ Светослав Витков.

### Четвърта седмица от протестите
На 31 юли протестиращите настояват и за оставка на председателя на Комисията за противодействие на корупцията и отнемане на незаконно придобито имущество (КПКОНПИ) Сотир Цацаров. Същия ден официално е обявено, че „Виваком“ е продаден на сръбското телекомуникационно обединение „Юнайтед груп“, а ръководителите на протеста в София обявяват, че е налице „кражба със съучастието на Комисията за противодействие на корупцията, която е вдигнала запора върху акциите на „Виваком“ по аферата КТБ и така е лишила българските данъкоплатци от 1 милиард лева."
На 2 август (неделя) под мотото „Искам да се прибера“ българи в 23 града в 12 държави по света излизат на протест. Австралия, Австрия, Белгия, Великобритания, Германия, Канада, Нидерландия и Франция са само част от държавите, в които има протести. Заради мерките срещу епидемията в САЩ българите отвъд океана организират своята акция онлайн. В рамките на деня представители на диаспората публикуват свои снимки и видеоклипове в социалните мрежи, в които обясняват защо настояват за оставката на кабинета „Борисов“ и на главния прокурор Иван Гешев.
На 3 август ръководителите на протеста в София на извънреден брифинг настояват Румен Радев да се възползва от правото си да свика извънредна сесия на НС, което е във ваканция, на която да бъде обсъдена сделката за „Виваком“. Твърдят също, че по тяхна информация те са следени и подслушвани, както и че някои от хората, с които те разговарят по телефона, са били сплашвани впоследствие да не протестират и да не организират участие на други граждани в протестите. Те отправят и питане към прокуратурата, като настояват тя да отговори на въпроса, дали те са разследвани за държавна измяна или за тероризъм.
На 4 август протестиращи, с организатор Тодор Топалов от „Да, България!“ и с участието на адвокат Хаджигенов, блокират за известно време магистрала „Марица“ при Свиленград.
На 5 август ГЕРБ провежда в обедните часове конференция в „София Тех Парк“. По същото време протестиращи скандират зад огражденията, а няколко лица нападат журналистите Полина Паунова от „Свободна Европа“ и Генка Шикерова.  След 2 дни нападателите са задържани, а един от тях твърди, „че лица съпричастни към организирането на протестите, са му обещали заплащане ако предизвика и извърши провокативни действия към участници в събитието на територията на „София Тех Парк““.

### Пета седмица от протестите
На 6 август е подадена жалба в прокуратурата заради блокираните кръстовища в София от представители на фейсбук група. В нея те твърдят, че протестиращите извършват хулигански действия. Към жалбата е приложена и подписка на граждани, които са против блокирането на кръстовища в центъра на София. Административният съд в Стара Загора разпорежда проверка защо е блокиран пътят за Хасково и кой е издал заповед да се преустанови движението в отсечката. Това става по жалба на сдружение от гр. Варна.
В същия ден е проведен коалиционен съвет на управляващите, в който според Деница Сачева, коалиционните партньори на ГЕРБ не са позволили на Борисов да подаде оставка, а Валери Симеонов обявява, че те остават на власт. В резултат протестиращите замерват с яйца и домати централата на НФСБ на „Раковски“ 134. От СДС остро критикуват проявата.
На 30-ия ден от протестите, 7 август около 4:30 часа започва акция на полицията, при която е възстановено движението по всички кръстовища в страната, които са били блокирани от демонстранти. Хората по блокадите са били приканени сами да напуснат палатковите лагери изградени от тях. Тези които са отказали, са закарани в съответните полицейски управления. Повечето от тях са освободени, след като са им съставени актове за неизпълнение на полицейско разпореждане. Действията на полицията обаче предизвикват обратен ефект и в края на същия ден протестът в столицата се завръща по-мощен и с повече палатки на блокадите, плюс барикади.
На 8 август столичният кмет Йорданка Фандъкова се обръща към протестиращите в профила си във „Фейсбук“. В публикацията си тя призовава демонстрантите да пуснат движението по трите ключови кръстовища в София, които са барикадирали повторно. Тя признава, че промяната, която се иска на протестите, с енергията на хиляди млади хора всяка вечер, е неизбежна и политиците от целия политически спектър вече знаят за това.
Следващите са белязани с постоянните блокади на възлови кръстовища на София, блокиране на отделни участъци от магистрали, хвърляне на яйца домати по фасадата на Министерския съвет и по журналистката Ива Николова, организирани от „Отровното трио“.

### Шеста седмица от протестите
На 14 август премиерът Борисов предлага да се подготви свикване на Велико народно събрание и да се подготви проект на нова конституция, след което правителството да подаде оставка. В отговор Румен Радев прави обръщение към народа в което отхвърля тази идея, като твърди, че „разговор за Конституцията и за бъдещето на България е възможен само след исканите от обществото оставки и провеждането на честни предсрочни избори“.
На 17 август ГЕРБ внася в Народното събрание проекта си за нова Конституция.
На същия ден вечерта, при поредното затваряне на кръстовището до Румънското посолство, жена управляваща лек автомобил с две деца на задната седалка (на 2 и 9 години), отказва да спре и прави опит да премине през демонстрантите организирали блокадата, подавайки газ няколко пъти срещу тях. В резултат на това леката кола е потрошена от протестиращите. В този момент на мястото не е имало полиция. Основните извършители на хулиганство са установени и задържани. Полицията отказала да вземе проба за алкохол на шофьорката, но на двама от задържаните демонстранти потрошили колата са повдигнати обвинения и са освободени под гаранция.
На 20 август бившият евродепутат Николай Бареков „окупира“ централата на „Да, България!“ и заедно с група граждани иска да се срещне с лидера ѝ, Христо Иванов, за да му зададе няколко въпроса, които предварително обявява във Фейсбук – за мотивите за участието му в протеста, отношението му към олигарха Иво Прокопиев и неговата вила в м. „Буджака“ край Созопол, издръжката на луксозния партиен офис и др. Според Иванов в случая Пеевски използва Бареков като свое подставено лице, а според Бареков „Да, България!“ са променили дневния ред на протеста и са в договорки с Борисов.

### Седма седмица от протестите
В 44-тия ден на антиправителствените протести Николай Хаджигенов от „Отровното трио“ коментира, че според него не е необходимо да се подават уведомления за протести. Той дава за пример как предишния ден в Пловдив 24 часа по-рано демонстрантите са подали уведомление и кметът им е отказал, макар че режимът е уведомителен. По тази причина той настоява да не се подават заявления.
На 22 август четирима мъже и една жена се барикадират в Паметника на свободата на връх Шипка. Там въпреки забраната наложена поради пандемията, е отбелязана 143-годишнината от Шипченската епопея. Те спускат знаме с надпис „Оставка“. Налага се да бъдат изведени принудително от полицаи.

### Осма седмица от протестите
На 26 август правосъдният министър Данаил Кирилов подава оставка. Две са основните причини за това: слабият проект за нова конституция разработен под негово ръководство и ниската му популярност.
На 27 август председателят на ЦИК Стефка Стоева подава оставка по лични причини, като мотивите ѝ са недостатъците на изборното законодателство.
През нощта на 27 срещу 28 август Георги Флоров – един от лидерите на контрапротестите, е нападнат и пребит. На 28 август се организира контрапротест пред румънското посолство и се събират подписи срещу блокирането на възлови кръстовища в столицата.
На 28 август на заседание на Подкомисията за върховенството на закона към Комисията по граждански свободи, правосъдие и вътрешни работи на Европейския парламент, при закрити врата е разгледана ситуацията по върховенството на закона в България. Официална позиция от страна на подкомисията липсва.

### Девета седмица от протестите
Във връзка с откриване на парламентарната сесия на 2 септември, денят е обявен от „Отровното трио“ за дата на „Велико народно въстание“, свикано пред новата пленарна зала на Народното събрание, която се помещава в бившия Партиен дом. Протестът започва отрано сутринта и продължава до късно вечерта, като през отделни периоди ескалира в агресия срещу органите на реда. Според анализ на Дойче Веле „протестът е един от най-големите през последните години. Размерът му е достатъчен за да подскаже, че оставането на власт на Борисов ще го превърне в недолюбвана фигура за мнозинството от хората и ще навреди сериозно на партията му. Сблъсъците с полицията, част от които нелицеприятни, дават възможност на управляващите да опитат да вкарат всички протестиращи под един общ негативен знаменател. Все пак те не са достатъчни, за да дискредитират протеста в неговата цялост. Полицията също извършва някои спорни действия, като са бити освен ултраси, също и мирни протестиращи, както и журналисти“.
След като собственикът на веригата от магазини за детски играчки „Хиполенд“ се оплаква пред медиите, че при участието му в протеста, той и непълнолетният му син са били напръскани от полицията в лицата с агресивно действащ химически агент, групи от данъчни, полицаи и митничари под надзора на прокуратурата, влизат във всички обекти на фирмата за масирана проверка. В интервю за телевизия Евроком, той твърди, че няколко месеца преди това е бил подложен на натиск от бизнес-кръгове приближени на Борисов и Пеевски да им прехвърли фирмата си, но е отказал. След включването му в протестите той е бил предупреден от същите кръгове, че ако продължава така, фирмата му ще фалира. След силния обществен отзвук на този случай и подкрепата на протестиращите, проверката е прекратена. В друго интервю дадено пред бТВ той твърди, че след това биснесът му е бил под натиск. Самият той не иска да бъде употребяван за партийни цели.
На 59-ия ден от протестите Даниел Вълчев, декан на Юридическия факултет на Софийския университет, коментира проекта за нова Конституция внесен в парламента същата седмица. Това става от парламентарната група на ГЕРБ, след като са събрани необходимите над 120 подписа с подкрепата на ОП и Воля. В последния момент групата на Марешки подкрепя проекта, след като предишния ден той е бил на противното мнение. Това става след предоставяне на концесия от правителството на негов приближен. Самият Марешки обявява, че дори не е чел подписания от него проект, което предизвиква скандал. Според Вълчев, не е било ясно, дали Бойко Борисов въобще се интересува, че България има Конституция. Той нито е посещавал заседанията в дните на парламентарен контрол, нито е присъствал на откриването на парламентарните сесии, нито и бил на вотовете на недоверие в НС. Това показва едно пълно пренебрежение към конституционната рамка и е странно, че изведнъж Борисов предлага нова Конституция. Според Вълчев няма нужда от такава, а това е план за печелене на време на фона на протестите, за да може правителството да изкара мандата си.

### Десета седмица от протестите
На 10 септември отново е обявено Велико народно въстание – 2, като протестът започва от сутринта. Има изградени контролно-пропускателни пунктове, където полицията прибира забранени предмети – запалителни вещества, пиротехнически средства, и др. Огромно българско знаме е разпънато от протестиращите пред сградата на бившия Партиен дом, сега използван за заседания на Народното събрание. Ораторите на трибуната пред президентството призовават за оставка, припомнят събитията от 2 септември, когато има ексцесии на протестите, както и десетки арестувани и пострадали. Изказващите се настояват за мирен протест и призовават хората да не се поддават на провокации за насилие. На протеста отново идват футболни агитки, но напускат след като доведените с автобуси протестиращи си тръгват.

### Единадесета седмица от протестите
На 70-ия ден от протестите сутринта група представители на движението „Системата ни убива“, придружавани от Мая Манолова и нейни активисти, влизат в деловодството на Народното събрание с искане за среща. Впоследствие от групата заявяват, че няма да излязат оттам, докато премиерът не подаде оставка или докато всички депутати не подпишат декларации, че напускат законодателната власт. Привечер е дадено разпореждане на НСО те да бъдат изведени от сградата въпреки съпротивата им. От НСО заявяват, че са извели принудително група граждани, които в нарушение на закона са отказали да напуснат охраняем обект. Полицаите осигуряващи акцията на НСО са замеряни от демонстрантиге пред входа на НС с пластмасови бутилки и яйца.

### Дванадесета седмица от протестите
За 22 септември, навръх Ден на независимостта отново е обявено „Велико народно въстание 3“. Според близка до управляващите и Пеевски медия, протестът няма особен успех въпреки медийното отразяване и опитът на една група да провокират полицейските органи в късните часове пред старата сграда на Народното събрание.

### Тринадесета седмица от протестите
На 81-ия ден на протестите се провежда митинг-концерт на „Орлов мост“. Той започва в 18:00 часа. За събитието има позволение от Столична община. Концертът е финансиран от дарения и лични средства. На сцената не излизат политически лица. В митинг-концерта участват групите „Контрол“, „Уикеда“, „Сленг“ и др.

### Четиринадесета седмица от протестите
На 3 октомври е обявено „Велико народно въстание 4“.
На 8 октомври Европейският парламент приема резолюция за състоянието на правовата държава и основните човешки права в България. В документа се обръща внимание на системни нерешени проблеми в съдебната система, липсата на отчетност и контрол на главния прокурор, липсата на корупционни дела по високите етажи на властта, сериозно влошаване на свободата на медиите, нератифицирането на Истанбулската конвенция и др. Евродепутатите изразяват подкрепата си за протестите като визират българския народ в неговите искания за справедливост, прозрачност, отчетност и демокрация, се казва в документа. В текста се отбелязва значително влошаване на зачитането на принципите на правовата държава, като основните човешки права, включително независимостта на съдебната власт, разделението на властите и др. Гласуването на българските евродепутати е разнопосочно, като представителите на управляващата коалиция ГЕРБ-ОП са против, тези от ДПС се въздържат, а тези от БСП и извънпарламентарната опозиция подкрепят резолюцията.

### Петнадесета седмица от протестите
На 16 октомври е обявено последно „Велико народно въстание 5“ на 100-тния ден от началото на протестите. Исканията на протестиращите остават същите: оставка на правителството, оставка на главния прокурор, предсрочни избори, машинно и дистанционно гласуване.

### Шестнадесета седмица от протестите
На 22 октомври протестиращите хвърлят по Министерството на финансите яйца и домати по повод на предложения проект бюджет за 2021 година, който според тях е бюджет от типа: „След нас и потоп“.

### Ноември
В неделя, 1 ноември – Деня на народните будители, демострантите обявават, че „започват да бранят действащата конституция“. Те се обявяват срещу проекта за нова конституция, внесен от ГЕРБ, ОП и „Воля“. „Отровното трио“ обявявя също, че спира организирането на ежедневните протести. Според тях във връзка с рязкото нарастване на медицински специалисти и помощен персонал заразени с коронавирус, трябва да се съхрани способността на българските лекари и сестри да се справят с вълната от болни. Организаторите на протестите остават категорични, че ще продължат своята борба срещу управляващите. Арман Бабикян обявява, че в четвъртък ще има нова акция, като приканва протестиращите да се съберат на обяд, като носят останали обувки на свои близки избягали от България и да ги хвърлят пред Министерския съвет.
На 2 ноември протестиращите от т.нар. Орлов град заедно с майките от „Системата ни убива“ заявяват, че не са съгласни и ще продължат да се събират всяка вечер в триъгълника на властта до постигане на целите на протеста.
Протестите продължават през целия месец, но вече са спорадични, като увеличената заболеваемост и влошаването на времето допълнително спомагат за отслабването им. Междувременно премиерът, който малко след началото им се оттегля в резиденция Бояна, не се появява повече в сградата на МС, нито се отзовава на опитите да бъде извикан в сградата на НС, а заседанията на правителството се провеждат предимно онлайн.

## Мнения и критики

### Вътрешни
По повод на събитията, които заплашват държавата с конституционна криза и започват да поставят под въпрос отпадането на мониторинга на ЕК за върховенство на закона, конституционният съдия проф. Атанас Семов, смята, че ЕС не е имал толкова неадекватна държава за член и просто не знае как да процедира с България.
По повод на обръщението на президента за оставка на правителството и гл. прокурор, бившият главен прокурор проф. Никола Филчев смята, че президентът Румен Радев нарушава Конституцията.
По повод на подкрепата на прокурорите към гл. прокурор, управителният съвет на неправителствената организация „Съюз на съдиите в България“ се обръща към тях с призив, че е крайно време да изразят публичното си възмущение от дългогодишната злоупотреба на техните ръководители с прокурорската институция и с тях самите.
Мнозинството във Висшия съдебен съвет подкрепа декларация, предложена от Прокурорската колегия, с която се призовава за спазване на върховенството на правото, на принципа на разделение на властите и за нормален институционален диалог. В резултат самият ВСС попада под прицела на протестите, като пред сградата му е скандирано: „Позор!“
Зам. председателят на Народното събрание Валери Симеонов нарича хилядите протестиращи от ефира на БНТ – „ултраси с наркотици по джобовете, лузъри и студенти от чужбина, дошли в България да си направят няколко селфита“.
Според политологът Евгений Дайнов това е цивилизационен протест при който цивилизованите граждани протестират срещу варварите, които ги управляват, понеже вече не искат да живеят като варвари. Това е исторически бунт с много дълбоки корени, който зрее от години наред и ще преобърне обществото.
Според имунологът академик Богдан Петрунов е срамно, че има политици, които приканват хората да излизат на протести в тази тежка ситуация на COVID-епидемия. Той смята, че всеки има право да протестира, но в тези условия, това трябва да става по организиран начин и с предпазни маски, а не както в момента.
Според Петър Волгин протестът трябва да се „самопречисти от кариеристи и психически неуравновесени личности“.
Според проф. Антоанета Христова всичко, което се случва, е част от хибридна война на територията на България. Според нея има разделение между гражданите в протеста, а правилният изход от ситуацията е да има редовни избори.
Според Димитър Манолов (лидер на КТ „Подкрепа“), „Сегашните протести не приличат на тези през 2013 г. – в тях има по-малко енергия и са подкрепени от повече политически сили, които не съм убеден, че са по-качествени“, „На протеста няма никакви искания в раздела, в който ние работим – за условия на труд, за заплати, за данъчна система“, предложението за „намаляването на броя на депутатите е уникална глупост“, тъй като е „много по-лесно да си купиш 30 депутати, отколкото 60“.
Протестите вдъхновяват безброй хумористични карикатури във вестниците и онлайн изданията.

### Външни
На петия ден от протестите посолството на САЩ в България изразява отношението си за тях, като в позицията на посланика се заявява, че никой не е над закона. Според европейската версия на американско издание „Политико“, текстът не оставя съмнение, че симпатиите на САЩ са на страната на протестиращите. На шестия ден на протестите ЕК също изразява подкрепата си на правото на мирен протест в България.
Според бившият посланик на САЩ в София Джеймс Пардю, Съединените щати са информирани много добре какво е положението в страната. Според него в България има фасадна демокрация, каквато може да се види в Путинова Русия. В подкрепа на думите си той посочва, че липсва независима преса, като е налице еднопартийно управление, ширеща се корупция и прекомерно влияние на близки до властта олигарси.
„Ню Йорк Таймс“ излиза със статия в която пише, че България е пример за упадъка на демокрацията в Европа. Изданието коментира политическата криза в страната – корупция и раболепие пред олигархични структури. Според Евронюз в корумпирана България изход от кризата е малко възможен. Изданието твърди, че решението за изкореняване на корупцията в България се крие в нови избори и реформа на съдебната система, но това изглежда малко вероятно.
Според германският дипломат от кариерата Клаус Шрамайер, работил в София и минаващ за експерт по Балканите, през последните 30 години България е пропиляла редица шансове за реформи. Той смята, че на фона на протестите в страната цари произвол, беззаконие, безнадеждност и разруха. Те са следствие от прогнилата система на номенклатурата запазена от БСП след 1989 година, част от която са и олигарсите. Шрамайер е песимист за бъдещето от гледна точка на досегашните неуспешни опити за промяна.
В свое интервю за БНР, посветено на негова карикатура, нидерландският карикатурист Мартен Волтеринк заявява, че е възмутен от случващото се в страната. На карикатурата си той е изобразил тиква, а върху ѝ стои каскет, като и на двата предмета пише „корупция“. Те са разположени върху картата на България, и почти я запълват, като тя е нагъната под тежестта им. С карикатурата си той иска да покаже как България е затисната от корупцията. Волтеринк смята че тиквата и каскетът са недвусмилени и категорични символи на това, което става в страната.
В статия от 3 септември 2020 г. за испанския „ABC Internacional“ репортерът Рафаел Алварадо разказва за връзката на Радев с руските тайни служби, както и за мястото на Васил Божков и „Отровното трио“ в протестите в България.

### Партийни оценки
Подкрепа за правителството на Бойко Борисов идва от Европейската Народна Партия (ЕНП) в която членува ГЕРБ, и лично от Манфред Вебер, които заявява: „Групата на ЕНП напълно подкрепя българското правителство на Бойко Борисов в усилията му да защити икономиката от отрицателните последствия от кризата с COVID-19, в борбата срещу корупцията и в напредъка в процеса на присъединяване към еврозоната. Каквито и да са политическите действия, които подкопават независимостта на съдебната система и пречат в борбата с корупцията, ще подложат на опасност успеха на България в Европа и ще върнат назад конкретния напредък и подкрепата за България, която наблюдаваме през последните години.“.
На 14 юли Партията на европейските социалисти (ПЕС) и парламентарната група излизат с коментари на събитията. Позицията на ПЕС в подкрепа на масовите протести е изразена от партийния лидер Сергей Станишев. В същия ден председателката на групата на социалистите в Европейския парламент Ираче Гарсия също изразява „пълна подкрепа на тези, които са излезли по улиците на България". Протестиращите имат пълна подкрепа и от европейските зелени. Макар да нямат българи в парламентарната си група в Европейския парламент, те излизат с позиция, в която осъждат насилието срещу протестиращите и застават зад Зелено движение – част от коалицията „Демократична България“, което е член на европейските зелени.
В коментар на Нейко Генчев, общински съветник от ГЕРБ, същият споделя мнение сходно с това на премиера Борисов, че причината за протестите, обединили според него олигарси и комунисти, е влизането на страната в ERM2, което е път за пълното интегриране на България към ЕС, водещо до ефективен банков надзор и премахване на влиянието на сенчестите капитали на олигарсите.
Според представителят на опозицията Атанас Атанасов управляващите са откраднали толкова много пари, че не знаят къде да ги държат. Ако се отиде на редовни избори, според него, те ще си ги купят отново, затова ще направят всичко възможно да не се стига до служебен кабинет на президента и предсрочни избори. Той смята, че Борисов е рожба на старата коалиция между Симеон Сакскобурготски и Ахмед Доган, и е на власт, защото именно Доган го крепи. Атанасов твърди, че в Европа най-накрая са разбрали, че България е една корупционна клоака.
Вицепремиерът Красимир Каракачанов твърди, че протестите са свързани с желанието да се узаконят гей браковете в държавата, заявявайки „Не може в името на това няколко соросоидни НПО-та и партийки, които са извън парламента, да се докопат до властта, ти да разсипеш държавата. И в името на какво? Да ми доведеш гей браковете и да ми създаваш джендър република“.

### Обществено мнение
Социологическото проучване на Галъп Интернешъл, излъчено по БНТ1 на 30.07.2020 г., показва, че 59% от българите подкрепят протестите, но 54% не искат предсрочни избори. 42% от българското общество иска предсрочни избори. Анализът на това проучване показва, че обществото иска промяна, но конкретната перспектива за предсрочни избори по-скоро отблъсква. Вероятно това се дължи на близостта до редовните избори, на летния период, и на усещането за липса на нова отчетлива алтернатива.
Около 62 % от българите подкрепят протестите от последните седмици. Това показват данните от национално представително проучване на „Алфа Рисърч“ по поръчка на вестник „Дневник“ публикувано на 2 август. Почти 50 % подкрепят и акцията на Христо Иванов пред лятната резиденция на почетния председател на ДПС Ахмед Доган в Росенец. Исканията на протестиращите за оставка на премиера Бойко Борисов и на главния прокурор Иван Гешев получават одобрение на 45 % и на 43 %. Президентът Радев е подкрепен категорично в конфликта с Гешев – от 45 % от българите спрямо 11 % за главния прокурор, а в конфликта с Борисов, Радев получава 44 % подкрепа спрямо 23% за премиера. За над 43 % от българите действията на главния прокурор Иван Гешев са медиини изяви, а 31 % ги оценяват като акции с политическа цел. Той и екипът му получават за действията си отрицателна оценка от 56.5 %, срещу 12.9 % положителна. От прокуратурата българите очакват разследване на почетния председател на ДПС Ахмед Доган (55.8%), следван от депутата от същата партия Делян Пеевски (55.3%) и Бойко Борисов (46.6%). И правителството, и Гешев според почти половината от българите са контролирани от задкулисие около Ахмед Доган и Делян Пеевски от ДПС като тази партия е най-силно свързвана с мафия и мутри, следвана от ГЕРБ и БСП.
Социологически проучвания на „Галъп интернешънъл“ и „Тренд“ проведени в средата на август дават сходни данни за относителния дял на анкетираните, които подкрепят антиправителствените демонстрации – около 60%. От „Тренд“ също отчитат спад в подкрепата към правителството – 23%, както и превес на хората, искащи предсрочни избори, над тези, които не желаят – 46% срещу 37%.Проуването на „Галъп“ показва най-ниското ниво в личното доверие към Бойко Борисов в последните години – 20%. Недоверието към него е отчетено на ниво 8%. В същото време доверието към президента Румен Радев остава високо – 47%. След Борисов се нарежда лидерът на БСП Корнелия Нинова със 17% доверие.
На 31 август е публикувано изследване проведено от „Сова Харис“ по поръчка на вестник „Труд“. Според него 48% от анкетираните подкрепят напълно протестите, а 25% подкрепят, но с някои резерви към тях. Почти 20% не ги одобряват, а 7% са тези, които не могат да преценят каква позиция да заемат. 45,6% от гражданите не одобряват радикализирането на протестите и проявите на гражданско неподчинение, а 38,4% одобряват подобно поведение. Мнението на провелите изследването е, че България върви към политически хаос. Идеята следващите парламентарни избори да бъдат за ВНС, макар и първоначално издигната от протеста, не се възприема еднозначно. 32,5% са „за“, докато 35% са против". Предпочитаната теза е, че е достатъчно да се направят поправки в действащата Конституция. Така смятат 43% от хората; 17% са на мнение, че трябва си остане действащата Конституция без промени, а 18% са считащите, че е необходимо да се приеме нова Конституция.